# Droits LGBT aux Pays-Bas
Les Pays-Bas sont l'un des pays les plus progressistes et avancés sur la question des droits LGBT. Le pays est notamment pionnier en ce qui concerne le mariage homosexuel ; il est le premier à le légaliser en 2001 (le partenariat civil entre personnes de même sexe étant légalisé dès 1998).
Les Pays-Bas sont régulièrement cités comme l'un des pays les moins homophobes du monde,. En juin 2013, 85 % des Néerlandais soutiennent le mariage homosexuel et l'adoption pour les couples homosexuels ; d'après un sondage de l'IFOP, il n'y a aucune différence d'attitude entre la droite et la gauche (contrairement par exemple à la France).

## Mesures gouvernementales
En 1985, une loi autorise le changement de sexe d’une personne à condition que celle-ci suive un traitement hormonal et des opérations chirurgicales afin de modifier au maximum son apparence physique, qu’elle soit stérilisée de manière permanente et irréversible, et qu'elle se sépare de son conjoint. Ces exigences sont levées en 2014.
En 2019, un amendement visant à sanctionner les atteintes aux droits des personnes trans est adopté. De nos jours, un tiers des personnes trans néerlandaises vivent sous le seuil de pauvreté et elles sont fortement exposées au chômage en raison des réticences des employeurs.
Le gouvernement néerlandais déclare se faire l'avocat de l'amélioration des droits et des conditions de vie des personnes LGBT dans le monde ; il note notamment que « la déclaration universelle des droits de l'homme et les conventions des Nations unies qui y sont liées s'appliquent à tous, partout, sans discrimination d'aucune sorte. »
Depuis le 1er décembre 2012, toutes les écoles néerlandaises doivent proposer des cours sur la sexualité humaine et la diversité des orientations sexuelles ; cela figure dans les programmes scolaires des institutions éducatives de niveau primaire et secondaire.
Une loi visant à criminaliser les pratiques de thérapie de conversion est proposée au parlement le 11 octobre 2023.

## Opinion publique
Un sondage réalisé en mai 2013 par l'IFOP indique que 85 % de la population néerlandaise est favorable au mariage et à l'adoption par des personnes de même sexe. Selon un autre sondage réalisé en 2015 dans des pays de l'Union européenne, 91 % des Néerlandais sont favorables au mariage entre personnes de même sexe, ce qui représente alors le taux de soutien le plus élevé au temps de cette étude.
L'Eurobaromètre de 2019 montre que 97 % des Néerlandais estiment que les homosexuels et les bisexuels doivent jouir des mêmes droits que les hétérosexuels et que 92 % d'entre eux étaient favorables au mariage entre personnes du même sexe.